# Васко Роси
Вàско Рòси (на италиански: Vasco Rossi; * 7 февруари 1952 в Дзока, Италия), известен и като Васко или Бласко, е италиански певец и автор на песни.
Самоопределя се като „провокатор“. Смятан е за един от най-големите представители на италианската музика. От началото на кариерата си през 1977 г. е издал 34 албума, сред които 18 студийни, 11 концертни и 5 официални сборни албума, както и 2 EP-та и 1 аудиовизуална творба. Написал е 191 песни, както и множество текстове и музика за други изпълнители. Продава почти 40 милиона записа и е един от най-успешните италиански изпълнители от началото на 80-те години насам. Той е и първият италиански изпълнител по продадени копия от 2010 до 2019 г. По-специално с албумите Vivere o niente („Да живееш или нищо“) и Sono innocente („Невинен съм“) рокаджията печели първото място в класацията на най-продаваните албуми в Италия съответно през 2011 и 2014 г. и притежава първенството, че е първи в класациите на най-продаваните албуми в Италия от пет различни десетилетия, откакто албумът Siamo qui достига върха на класациите през 2021 г.
Сп. Ролинг Стоун Италия счита албума му Bollicine („Мехурчета“) и неговата песен Siamo solo noi („Само ние сме“) съответно за най-добрия италиански запис досега и най-добрата италианска рок песен на всички времена, докато песента му Albachiara („Ясна зора“) е гласувана като най-обичаната италианска песен от 1975 до 2020 г. в радио състезанието I Love my Radio.
През 1980-те години, поради начина си на живот, характеризиращ се с алкохол, наркотици, жени и непрестанни френетични турнета, той представя за първи път в Италия стереотипа за рок звезда, който еволюира с течение на времето в истинска икона.
В кариерата си участва в повече от 800 концерта и държи световния рекорд по брой зрители платили за концерт (225 173 души в Модена Парк 2017).
Призната му е заслугата за главен герой на една истинска музикална революция, преобръщайки италианската музикална сцена чрез въвеждането на един уникален и ненадминат експресивен стил, повлиял и на говоримия език.
Неговата работа му носи многобройни награди, включително Националната награда Il Paroliere за песента Ogni volta („Всеки път“) през 1982 г., престижната Targa Tenco за най-добър албум от 1998 г. с Canzoni per me („Песни за мен“), наградата „Лунеция“ като Рок поет за песента Quanti anni hai? („На колко си години?“) през 1999 г., Сребърна лента за най-добра оригинална песен за Un senso („Смисъл“) и Почетната степен по комуникационни науки на IULM Милано през 2005 г., Награда „Фернанда Пивано“ през 2006 г., „Златен Нептун“ на Община Болоня и Награда „Тарга Тенко“ за кариера през 2020 г.

## Биография

### Детство и юношество (1952 – 1974)

#### Детство
Васко Роси е роден в град Дзока, Северна Италия на 7 февруари 1952 г. Името му е дадено от баща му Джовани Карло Роси – шофьор на камион в знак на почит към негов съкилийник на име Васко в Германия по време на Втората световна война. Единствено дете, Васко прекарва спокойно детство, заобиколено от обичта на семейството си, като демонстрира срамежлив характер.
Работата на баща му като превозвач го кара да прекара няколко години от ранното си детство в град Синискола, както самият той потвърждава по време на концерт в град Каляри през 2010 г.
Като дете по решение на майка си Новела Корси – домакиня, запалена по музиката, той е записан в певческо училище при маестро Бонончини и започва да се увлича по света на музиката. На 13 г. печели „Златния славей“ (Usignolo d'oro) – певческо събитие в град Модена с песента Come nelle fiabe („Както в приказките“). На 14 г. се присъединява към първата си музикална група – квинтетът на име Killer, като името по-късно се променя на Little Boys.

#### Юношество и университетски период
През 1967 г., след средното училище, семейството му го записва в Салезианския институт на Свети Йосиф в Модена, за да може да получи диплома. Престоят в интерната се оказва травматичен и дълбоко белязва характера на бъдещата звезда: лошите му отношения със салезианците се прехвърлят в бъдеще и към други църковни фигури. Бяга на два пъти, като се приютява в къщата на леля си в Болоня; след второто му бягство баща му го записва в Техническо-търговския институт „Танари“ в Болоня. През 2017 г. Васко твърди, че когато поисква да учи в университет, баща му го записва да учи счетоводство, тъй като е искал той да работи на закрито. Изборът на училище никога няма да задоволи бъдещия рокер. Въпреки това той успява да получи диплома за средно образование като счетоводител.
Васко живее в Болоня по време на Студентския протест, подкрепяйки анархистите, макар че не се отличава с участието си в политическите борби. Вместо това той е очарован от света на театъра до такава степен, че мечтае да се запише да учи специалност „Изкуство, музика и спектакъл“ (DAMS), за да посещава алтернативен театрален курс. Баща му не одобрява идеята и поради това през есента на 1972 г. Васко е принуден да се запише да учи Икономика и търговия в Болонския университет.
Няколко месеца по-рано, заедно с Марко Герарди – негов приятел от детството, той отваря малък клуб – Punto Club близо до Дзока, който по-късно става дискотека. През този първи период той се използва като база за организиране на партита и събития, а Васко се занимава с организацията.
Впоследствие той напуска къщата на леля си и заживява в къща под наем в Болоня с двама приятели, решавайки да приеме на сериозно ангажимента си към следването. След добро начало обаче той се поддава на „клокоченето“ на Болоня през онези години, макар че продължава да стои встрани от политическата борба. Освен това посещава Театър „Евенто“ в града, в който има няколко роли на режисьор и актьор. Накрая се сгодява за Паола Пандзаки – убедена феминистка, започвайки сложна любовна история, от която излиза с „натрошени кости“. В този период Васко разширява значително своята музикална култура: освен италианците Лучо Батисти, Франческо Гучини, Франческо де Грегори и Фабрицио де Андре той слуша много британски рок, особено Ролинг Стоунс и Секс Пистълс.
През 1974 г. окончателно изоставя специалност „Икономика и търговия“, за да се запише в Педагогика, по-близка до неговите наклонности, но прекъсва обучението си с оставащи осем изпита до дипломиране. На следващата година се мести в град Модена, за да спести от наем, споделяйки апартамента с други приятели.

### Първи стъпки в света на музиката (1975 – 1981)

#### Punto Radioи начало като диджей
1975 г. е историческа година за неговото формиране: убеден от идеята на приятеля си Марко Герарди, той основава в Дзока Punto Radio. Това е първото свободно радио след присъдата на съдия от Виньола през 1976 г., който обявява монопола на Rai за противоконституционен, като оправдава Васко – мениджър на радиото. По модела радиото му в онези години в Италия се раждат стотици безплатни радиостанции. Радиото, което излъчва и до днес от Тосканско-емилианските Апенини, покрива голяма част от Паданската низина, като се хваща чак на Пиаца Сан Марко във Венеция.
Пунто Радио се споменава от Пупи Авати във филма му Gli amici del bar Margherita (Приятелите на кафене „Маргерита“).
Радио опитът е определящ за кариерата на Васко Роси. Той му дава на първо място възможността да узрее като шоумен, тъй като той става един от основните диджеи както на радиопрограми, така и на специални вечери, които радиото организира в основните клубове на Емилия-Романя и, второ, той се среща с редица ключови лица в бъдещата му кариера като Гаетано Курери, Маурицио Солиери, Масимо Рива и Ред Рони, който работи за Би Би Си – друга свободна радиостанция в Болоня. Именно във вечерите-събития, организирани от радиото клубове на Емилия-Романя, Васко за пръв път взима китарата и пее пред публика някои песни, включително и такива, написани от самия него.

#### Дебют като автор на песни и първи два албума
След като дебютира като диджей в Радио Пунто и работи в театър, по настояване на приятели като Гаетано Курери – бивш лидер на групата Стадио, през 1977 г. Васко Роси записва първата си малка плоча Jenny/Silvia, съдържаща песните Jenny (нещо като проект за Jenny è pazza („Джени е луда“) и Silvia, за лейбъла Боргати Мюзик, който дотогава се занимава с производство и разпространение на записи, свързани с бални танци.
През 1978 г. той издава първия си албум ...Ma cosa vuoi che sia una canzone... („Но какво искаш да бъде една песен...“), чийто запис започва през 1976 г. Първата версия (с китара на обложката) излиза само в 20 хил. бройки и се излъчва най-вече по свободните радио станции. Албумът се продава главно в региони Емилия-Романя и Ломбардия, и е в стил на авторите на песни, все още далеч от рок линията, поета от Васко в следващите години. Сред най-известните парчета е La nostra relazione („Нашата връзка“).
Вторият му албум е издаден през 1979 г. със заглавие Non siamo mica gli americani! („Да не би да сме американци!“). Албумът постига по-голям успех от предишния, макар и да не достига сензационни продажби. Той се характеризира с по-директен и по-суров език от този на дебютния. Албумът представлява основата на онзи рок път, който Васко продължава и в следващите си творби. Той става известен преди всичко с песента Albachiara („Светла зора“) (гласувана през 2020 г. за най-обичаната италианска песен за последните 45 години в радио конкурса I Love my Radio), години по-късно е открита от широката публика и един от най-големите му хитове, както и финал на повечето му концерти. Видеоклипът към песента Fegato, fegato spappolato („Дроб, размачкан дроб“) е първият изваден от творба на изпълнителя. Друга запомняща се песен е ироничната (per quello che ho da fare) Faccio il militare („Понеже нямам какво да правя) Съм военен.“ Половината от приходите от албума са дадени от певеца на тогавашния продуцент Алън Тейлър в замяна на китара „Мартин“, която той не може иначе да си позволи по онова време.
Първата поява на Роси по телевизията е от 10 януари 1979 г., когато участва като състезател в програмата 10 Hertz с водещ Джани Моранди. В края на програмата Васко пее La strega (la diva del sabato sera) („Вещицата (дивата на събота вечер)“) . Тридесет години по-късно клипът е повторно предложен от La Storia siamo noi („Историята сме ние“) в специалното предаване Solo Vasco на Катерина Станьо на 26 ноември 2008 г. Първата изява на твореца на площада датира от 26 май 1979 г. на Пиаца Маджоре в Болоня по инициатива на Биби Баланди – първият му мениджър.
На 31 октомври 1979 г. баща му Джовани Карло умира от инсулт, докато се опитва да извърши маневра на волана на камиона си във Фриули - Венеция Джулия. Това е голям шок за Васко, който в началото си мисли да напусне света на музиката. В интервю за Паоло Бонолис през 2017 г. певецът казва, че ако баща му беше жив, щеше да се гордее с успеха на сина си.

#### АлбумColpa d'Alfredo, основаване на Стив Роджърс Бенд и албумSiamo solo noi
През 1980 г. излиза третият албум на Васко Роси – Colpa d'Alfredo („По вина на Алфредо“) в който езикът на рокера е още по-смел, агресивен и антиконформистки. Обложката е проектирана от самия него: неговата снимка в близък план с почернено око и подуто лице е сменена в последния момент от звукозаписната компания, която я поставя на гърба, слагайки на предната обложка кадър от същата фотосесия, но в гръб. И този албум не постига голям успех в продажбите поради цензурата от някои радиостанции на песента, дала заглавието на албума, считана за вулгарна и обидна в някои части на текста. Сред най-известните парчета са Non l'hai mica capito („Да не би да го разбра“), Susanna и Anima fragile („Крехка душа“).
Същата година Васко, който иска негова група на сцената, която да го придружава на турнетата, основава „Стив Роджърс Бенд“ (Steve Rogers Band).
Популярността на певеца, който започва да се изявява и в национален мащаб, нараства след изпълнението му на живо в добре познатото телевизионно предаване Domenica in, по време на което пее песента Sensazioni forti („Силни усещания“). Изпълнението му е критикувано от журналиста Нантас Салваладжо, който в статия за седмичника Oggi се бори срещу певеца и срещу Rai, виновна за това, че е поканила в най-популярната си неделна програма подобен пример за „идиот, лош и дрогиран“. Рокерът не отговаря директно на журналиста, но го прави с доста ироничната песен Vado al massimo („Вървя на макс“), представена на Фестивала на италианската песен в Санремо през 1982 г., в която се пее: „Искам да видя как ще завърши, карайки на макс без спирачки... Искам да видя дали наистина ще завърши зле.. По-добре да рискуваш отколкото да станеш като онзи, онзи от вестника...“. Определението за наркоман, дадено му от публициста, обаче в крайна сметка му лепва етикет, обуславя имиджа му и изкривява възприятието на песните му в началото на 1980-те г.
С четвъртия си албум Васко започва да се приближава към успеха: Siamo solo noi („Само ние сме“) е публикуван през 1981 г. и все още е смятан за едно от най-добрите негови творби. Нехаейки за критиката, той прилага на практика идеята за еманципирания рок, целейки се директно в стомаха. Единственото видео е това на песента Dimentichiamoci questa città („Да забравим за този град“) и Васко е изключен от летния фестивал Festivalbar през 1981 г.: песента, която трябва да изпее, е Siamo solo noi, но в последния момент е пусната Voglio andare al mare („Искам да отида на море“). Песента Ieri ho sgozzato mio figlio („Вчера заклах сина си“) е показана на обложката като Ieri ho sg. mio figlio, тъй като заглавието е преценено от звукозаписната компания за твърде неморално, за да бъде изписано изцяло. Песента, дала заглавието на албума, многократно е определяна като истински „химн на поколенията“, все още актуален и за феновете, и е избрана през 2013 г. от сп. „Ролинг Стоун“ за най-добрата италианска рок песен на всички времена. Сред другите известни песни са и Incredibile romantica („Невероятно романтична“) и Brava („Добра“).

### Успех, ексцесии и арест (1982 – 1986)

#### Участия във Фестивала в Санремо, албумVado al massimoи победа на Фестивалбар с песентаBollicine
Опитът, който коренно променя кариерата на Васко, е участието във Фестивала на италианската песен в Санремо. Въпреки че фестивалът не принадлежи на артистичния хоризонт на рокера, последният и обкръжението му решават да се възползват от нарастващата популярност на певеца, като го карат да участва важното събитие по Rai. Така през 1982 г. Васко участва във фестивала с песента Vado al massimo. Изпълнението му предизвиква сензация: в края на изпълнението си, в момента на напускане на сцената, Васко пъха микрофона в джоба на якето си, като възнамерява да го даде на следващия състезател. Поради твърде късата жица обаче той му се изплъзва и пада на земята, пораждайки рев в залата, което води до мнението, че певецът умишлено го е хвърлил на пода от неуважение към събитието. Това е сензацията, която самият рокер търси за да се разграничи от останалите участници.
През април същата година излиза албумът му Vado al massimo („Вървя на макс“), който остава в класациите в продължение на 16 седмици и е последван от турне, продължило до декември. Идва и първото официално признание за Васко, който печели Националната награда Il Paroliere, присъдена му в мегадискотеката Марабу в град Реджо Емилия като откритие на годината с песента Ogni volta („Всеки път“). Други запомнящи се песни са Canzone („Песен“) и Splendida Giornata („Прекрасен ден“).
През 1983 г. Васко Роси се завръща в Санремо с Vita spericolata („Безразсъден живот“). Песента, която въпреки влизането си на финала в театър „Аристон“, завършва предпоследна в класацията и достига едва шесто място в класацията на 45 оборота в минута същата година, става една от класиките на италианската музика, впоследствие изпълнена от Франческо де Грегори, който я включва в концертния си албум Il bandito e il campione („Бандитът и шампионът“), и впоследствие от поета Джино Паоли в песента му Quattro amici („Четирима приятели“). И по този повод участието на Васко предизвика сензация: при започване на последния припев той внезапно напуска сцената, докато продължава да свири музика, което прави очевиден фактът, че се пее на плейбек.
Следва албумът Bollicine („Мехурчета“) – истинска революция на италианската музикална сцена, която извежда горе-долу всички ключови теми на изпълнителя на най-високо ниво, като в бъдеще те трябва да бъдат сравнявани с този запис, за да бъде разбрана тяхната еволюция. През 2012 г. албумът е на първо място в списъка на 100-те най-добри италиански албума според сп. „Ролинг Стоун“. Това е шестият албум за шест години, който окончателно освещава Васко Роси като икона на италианския рок. Той остава в класациите в продължение на 35 седмици и е петият най-продаван албум за годината. Ироничната и провокативна песен Bollicine, пълна с привличащи лозунги и фрази (с ясни препратки към употребата на кокаин), е оскърбителна атака срещу рекламите и техните фалшиви митове, които идват да наситят умовете на най-малките.
Песента има силно въздействие и печели Фестивалбар с концерт на Арена ди Верона. Други известни песни от албума са Una canzone per te („Песен за теб“), която според някои музикални критици като Микеле Монина и Дарио Салватори се занимава с генезиса на неговите песни и е художественият манифест на автора, Portatemi Dio („Доведете ми Бог“) и Giocala („Играй я“). Турнето за популяризиране на албума, продължило почти десет месеца, е триумф. Със сигурност това е един от най-успешните периоди от музикална гледна точка, но не и от човешка гледна точка: според някои биографи в този период Васко е зависим от лекарства, той живее така, сякаш е постоянно на сцена, не спи дни и нощи, докато продължава да приема амфетамин и лексотан, дотолкова че мениджърът Гуидо Елми трябва да отмени някои концерти.
През 1983 г. той задълбочава сътрудничеството си с групата Стадио на Гаетано Курери и Рики Портера, за които написва текста на песента Acqua e sapone („Вода и сапун“), която става национален хит и саундтрак към едноименния филм на Карло Вердоне. През 1984 г. сътрудничеството на Васко Роси със Стадио дава текста и гласа (с хорове на Лучо Дала) на La faccia delle donne („Лицето на жените“) - значимо парче от едноименния албум на групата.

#### Първи албум на живо, наркотици, затвор и етикет на дрогиран и пияница
В началото на 1984 г. излиза първият му концертен албум Va bene, va bene così („Добре, така е добре“), който е в класацията в продължение на 33 седмици, от които 8 на първо място (с общо над 1 млн. продадени копия и 10 платинени плочи), и който става най-продаваният албум на годината в Италия. Единствената оригинална песен от албума, която дава и заглавието му, впоследствие е изпълнена от Мина.
На 20 април същата година рокерът е спрян в нощен клуб близо до Болоня и арестуван. След претърсване на селска къща в Казалекио, където живее с други членове на групата си, Роси спонтанно предоставя 26 грама кокаин на полицията. Той прекарва 22 дни (5 от които в изолация) в затвора Рока Костанца в Пезаро по обвинения в притежание на кокаин и разпространение на наркотици с нетърговска цел. В затвора той успява да се освободи от амфетамините, въпреки че психо-физическото му състояние остава доста несигурно. От италианската музикална сцена само Фабрицио де Андре и Дори Геци оказват пълна подкрепа на певеца, посещавайки го в затвора.
В интервю от 25 април 1984 г. Васко казва, че е вярвал, че закупуването на наркотици и употребата им за лична употреба и в малки количества не е наказуемо от закона, като посочва обаче, че не е възможно да се купуват наркотици в малки количества; той също признава, че опитът в затвора, колкото и брутален да е бил, е бил важен за него, тъй като му е позволил да се излекува от един непростим и скъп лош навик.
На 12 май Васко излиза под гаранция. Процесът го освобождава от обвинението за търговия с наркотици, но го осъжда на две години и осем месеца условно за притежание на наркотици. През август той започва турнето си Va bene, va bene così.
Малко след това, през 1985 г., той издава албума Cosa succede in città („Какво се случва в града“) и участва за втори път във Фестивалбар. Албумът представлява по някакъв начин ново начало за Васко, но въпреки че съдържа песни, които по-късно се превръщат в стълбове на музиката му, като Toffee, Una nuova canzone per lei („Нова песен за нея“) и Dormi, dormi („Спи, спи“), според някои критици е технически перфектен, но за текстовете и съдържанието е смятан за доста слаб, също и поради предшествалите го събития. Албумът остава в класациите в продължение на 29 седмици и е последван от свързаното с него турне.
Така завършва особено напрегнатата фаза на кариерата на рокера с почти 250 концерта в рамките на 4 години.
За две години той изчезва напълно. Някои говорят за нервен срив, но това е период, в който Васко търси себе си, дезинтоксикира се от амфетамини и отново вижда стари приятели от детството. Той посещава и колегата си Дзукеро. В Дзока Васко заедно с него пише текста на песента Pippo, съдържащ се в албума на Дзукеро Blue's, след което му дава пълното авторство върху текста.

### Утвърждаване (1987 – 1992)

#### АлбумC'è chi dice no, скъсване със Стив Роджърс Бенд, албумLiberi, liberi, завладяване на големите стадиони и отказ на Роулинг Стоунс
През 1987 г. Васко се завръща на сцената, като пуска албума C'è chi dice no („Има и който казва „не““), от който са продадени над 1 млн. бройки и който остава в класациите в продължение на 38 седмици, от които 12 поредни като водещ. Албумът е много добре приет и от критиците, които го оценяват като вдъхновен и многостранен запис, характеризиращ се с бунт и романтизъм. Той трябва да се счита за крайъгълен камък в историята на италианското писане на рок песни, а заглавната песен, изпълнена впоследствие от Джана Нанини и включена в албума Hitalia, е суров химн срещу клишетата. Сред най-известните песни са и Vivere una favola („Да изживееш приказка“), Ciao („Чао“), Brava Giulia и Ridere di te („Да ти се присмивам“). 
От свързаното с албума 6-месечно турне на открито и на закрита е направена двойната видеокасета Vasco Rossi Live '87. Успехът е такъв, че дори Адриано Челентано иска Васко да бъде гост в Rai. Той първоначално приема, само за да промени решението си ден преди излъчването, вбесявайки висшето ръководство на телевизията, което заплашва да го забрани завинаги от каквато и да е програма. Непрекъснато нарастващият успех на зрителите принуждава певеца да напусне залите, за да се придвижи към по-големи пространства, и така започва епохата на стадионите.
На 1 юли 1988 г. Васко е арестуван отново, докато кара на зигзаз по автомагистрала А14 в своето БМВ 750 с грам кокаин, бухалка и газов пистолет. Той е незабавно освободен от служителите от ареста и феновете, които го молят за прегръдки и автографи.
През 1989 г., преди издаването на албума Liberi Liberi („Свободни свободни“), направен за И Ем Ай, Гуидо Елми и Стидв Роджърс Бенд напускат Роси, който се оказва практически сам с Маурицио Лоли. Без Солиери и Рива обаче започва турнето BlascoTour, чийто голям успех води до публикуването на концертния албумо Fronte del palco („Предната част на сцената“), съдържащ непубликуваната песен Guarda dove vai („Гледай къде вървиш“).
Васко казва на Микеле Монина: „1989: Първа радикална повратна точка в артистично отношение с албума Liberi Liberi, който представлява точката, от която няма връщане назад. Без Гуидо Елми до себе си, без спътниците на много приключения, Масимо Рива и Маурицио Солиери... научих урока си и поех и цялата техническа част, която ми харесва малко, за продуцирането на албума.“ Резултатът от това е по-меланхолично, обезверено и съзерцателно произведение в сравнение с предишните албуми, като се започне със заглавния сингъл, който въпреки това е еднакво успешен с 900 хил. продадени бройки и който представлява основен момент в дискографията на певеца. Сред най-известните парчета също са Domenica lunatica („Лунатична неделя“), ...Muoviti („Движи се!“), Tango ... (della gelosia) („Танго... (на ревността)“) и Dillo alla Luna („Кажи го на Луната“), впоследствие изпълнена от Мия Мартини, която ще го включи в албума си La musica che mi gira intorno.
На 6 декември 1989 г. певецът е глобен с 2 милиона и 800 хил. лири след злополучния епизод от 1984 г.
На следващата година са организирани два концерта на 10 и 14 юли на стадионите Сан Сиро в Милано и Фламинио в Рим за общо около 117 хил. зрители. С концерта в Милано Васко Роси става третият италиански изпълнител след Едоардо Бенато през 1980 г. и Клаудио Балиони през 1985 и 1986 г., който събира толкова голям брой фенове, че да напълни стадион „Джузепе Меаца“ (Сан Сиро). Част от концерта в Милано е публикуван в концертния албум Vasco live 10.7.90 San Siro.
Събитията в Милано и Рим се оказват от голямо значение, бидейки не само повратна точка в кариерата на рокера, но и своеобразен реванш на италианската музика срещу големите международни звезди: същата вечер, в която Васко изнася концерти в Милано, Мадона има концерт в Рим и концертът е по-малко успешен от този на Васко. За концерта в Рим италианският промотър на „Ролинг Стоунс" Дейвид Зард предлага на тогавашния мениджър на Васко Енрико Ровели да организират мегасъбитие с участието на Васко Роси, Мик Джагър и Кийт Ричардс, но предложението не е прието. От тези два концерта се създава видеокасета, преиздадена през 2006 г. на DVD, озаглавена Fronte del teatro live 90, докато турнето Fronte del teatro продължава и през 1991 г.
През 1992 г. Васко отново си сътрудничи с групата Стадио, за която пише текста на радио хита Stupidi („Глупави“) от албума Puoi fidarti di me.

### Художествена зрялост (1993 – 2000)

#### АлбумGli spari sopra, Рок под обсада и албумNessun pericolo ... per te
През 1993 г. Васко издава албума Gli spari sopra („Стреляш по него“), който отбелязва неговия неудържим възход, като печели 10 платинени диска и продава над 1 млн. копия. Голям и подчертано рок албум, състоящ се от 14 парчета, включително някои интроспективни песни по подобие на предходната му творба, като Vivere („Да живееш“) и ...Stupendo („...Прекрасно“), както и песента Non appari mai („Никога не се появяваш“), концентрирана върху конфликтните отношения на Васко с телевизията. Сингълът, който дава заглавието на албума, заклеймява злоупотребата с власт. Сред най-известните песни са Lo show („Шоуто“), Gabri („Габри“), L'uomo che hai di fronte („Човекът, който имаш пред себе си“) и Hai ragione („Права си“) с участието на Пино Даниеле. Албумът е предшестван от мини-CD, който съдържа, в допълнение към някои алтернативни версии на L'uomo che hai di fronte и Delusa („Разочарована“) – песен със саркастични препратки към тогавашните момичета от известното телевизионно младежко предаване Non è la Rai, също и оригиналната Se è vero о no („Ако е истина или не“), която по-късно не е включена в албума. Следва турнето Gli spari sopra, което в рамките на 6 месеца има повече от 850 хил. зрители и е последвано от видеокасета, преиздадена през 2006 г. на DVD, озаглавена Gli spari sopra tour.
През 1994 г. Васко дава на членовете на официалния си фен клуб компактдиск, съдържащ оригиналната Senza parole („Без думи“), посветен на всички негови „хора“.
През 1995 г. рокерът се завръща на стадион „Сан Сиро“ в Милано с концерта-събитие Rock sotto assedio („Рок под обсадата“) срещу войната в Югославия и в присъствието на повече от 100 хил. зрители. На сцената има музикални групи от различни етноси, доведени нелегално от военните зони с помощта на сътрудници като фоторепортера Масимо Шака и организатора Енрико Ровели. По този повод певецът за първи път пее Generale на Франческо де Грегори, който винаги е бил негова музикална препратка, изпълнявайки я в свой собствен рок стил. Той рекламира вечерта като възможност за размисъл срещу насилието на войната, но много журналисти спорят с него, че не е дарил приходите за югославската кауза. Отговорът на рокера не чака и чрез своя пресцентър казва, че „Рок под обсадата“ е направен в знак на солидарност с рок групите на Сараево и че благотворителността се извършва с чековата книжка и без реклама. С Маурицио Лоли и Мирко Беци той създава интернет сайт – първият в Италия за музикален изпълнител, посветен на събирането на свидетелствата на репортерите от военните зони, прихванати в зараждащата се комуникационна мрежа, и биографиите на музикалните групи, които участват в събитието.
През 1996 г. певецът издава албума Nessun pericolo... per te („Никаква опасност... за теб“), считан от критиците за вълнуващо произведение, но преди всичко – за наистина антиконформистки и един от най-добрите му записи, в които гордостта на различния, на проклетия се появява и чрез истинско новаторство, черпещо от личния опит на твореца, за да се подиграе с механизмите на дискриминацията.
Първият извлечен видеоклип е този на песента Mi si escludeva („Изключваха ме“). Албумът съдържа песента Gli angeli („Ангелите“) – една от най-трогателните в цялата му кариера, посветена на приятеля му Маурицио Лоли, починал от рак на белите дробове и чието видео (колосална продукция от 600 млн. лири) е режисирано от Роман Полански. Той включва и една от най-известните песни на Васко Роси – Sally, по-късно изпълнена от Фиорела Маноя.
Видеото на Gli angeli, представено на Венецианския филмов фестивал, излиза в Интернет, което е доста необичайно за онези години, така че Васко се оказва предшественик на новите технологии. Песента е издадена като сингъл с триъгълна форма с ограничен тираж. Формата на единичния компактдиск, както и триъгълното изписване, което показва името на певеца на обложката на албума, е ясен поклон пред женския полов орган, на който Васко често се позовава с недвусмислени жестове по време на концертите си. Турнето Nessun pericolo per te, разделена на две части – първата в спортните палати, а втората – на стадионите, има над 830 хил. зрители.
През 1997 г. излиза Rock – сборен албум от стари преаранжирани парчета, което кара певеца да отиде в бившата фабрика на Italsider в квартал Баньоли в Неапол като част от първото издание на Neapolis Rock Festival. Същата година Роси присъства като автор на Фестивала в Санремо (в двойка с Гаетано Курери и Роберто Фери) с ...E dimmi che non vuoi morire („И ми кажи, че не искаш да умреш“), написана за Пати Право – носителка на Наградата на критиката. Също за Фестивала в Санремо през 1999 г. той написва песента Lo zaino („Раницата“), изпята от група Стадио.

#### Завръщането към корените с албумаCanzoni per me,Heineken Jammin' Festivalи смърт на Масимо Рива
През 1998 г. Васко издава албума Canzoni per me („Песни за мен“). Той е сред най-интензивните, интимни и изстрадали произведения от цялата му кариера. В него певецът използва стари непубликувани песни, написани в началото на кариерата му. Сред най-известните са Luna per te („Една луна за теб“), Io no... („Аз не...“) и Quanti anni hai? (На колко си години?). Триумфира за втори път на Фестивалбар с Io no и за първи път получава престижната Награда „Тарга Тенко“ в категорията за най-добър албум на годината.
За разлика от преди албумът не води до ново турне, но е решено да се проведе концерт, като се приема предложението да бъде хедлайнер на първото издание на фестивала Heineken Jammin' Festival в град Имола. На вечерния концерт има 120 хил. зрители, отбелязвайки събитие в цялата история на италианската музика: успехът на Васко става масов, а рокаджията е общопризнат като рок звездата на съвременната италианска музика. Вечерта е увековечена във видеото Rewind и в концертния албум Rewind от 1999 г., последван от Rewind Tour. Сред песните са едноименната Rewind, чиято музика е написана за певеца от дългогодишния му приятел Гаетано Курери.
След като участва в Първомайския концерт в Рим, няколко дена преди първия етап от турнето на стадион „Ренато Кури“ в град Перуджа, „спътникът в приключенията“ Масимо Рива – китарист на групата и съавтор на част от музикалния репертоар на Васко, умира от свръхдоза хероин. От турнето Rewind нататък за него ще се напомня във всеки концерт.
През 1999 г. писателката и музикална критичка Фернанда Пивано връчва на Васко Награда „Лунеция“ като Рок поет за песента Quanti anni hai и за сингъла La fine del millennio („Краят на века“), печалба от които са дарени на НПО за дезинтоксикация на наркозависими, основана от роднините на Масимо Рива. Обложката възпроизвежда Христос със завързани очи от сценичен образ, взет от „Театър на оргиите и мистериите“ на австриеца Херман Нич.
През същата година Васко е съавтор на текста на песента La tua ragazza sempre („Винаги твое момиче“) на Ирене Гранди, която печели второ място на Фестивала в Санремо. Сътрудничеството с певицата ще се утвърди през годините: през 2003 г. Васко пише песента Prima di partire per un lungo viaggio („Преди да тръгнеш на дълго пътуване“), а през 2019 г. песента Finalmente io („Най-накрая аз“), представена на Фестивала в Санремо следващата година.

### Концертите стават колосални продукции (2001 – 2021)

#### 2001 – 2003: албумStupido hotelи тройно концертно събитие на стадион „Сан Сиро“
През 2001 г. излиза албумът Stupido Hotel („Глупав хотел“), с който певецът продължава рок пътеката, базирана този път на нов начин на концертно изпълнение, въпреки че преминава през сложен период на депресия и коктейл от лекарства, видно в двете основни песни в албума: Siamo soli („Сами сме“) и Stupido hotel.
Следва турне, което се провежда изцяло на стадионите, както и третата победа на Фестивалбар с песента Ti prendo e ti porto via („Взимам те и те отнасям“).
През 2002 г. излиза Tracks – първият сборен албум, обявена за официална от И Ем Ай, с песни в оригинална и ремиксирана версия и с изпълнение на песента Generale на Франческо де Грегори, изпята по време на турнето Rock sotto l'assedio през 1995 г., но останала непубликувана. Албумът е последвана от тройно концертно събитие, проведено отново на стадион „Сан Сиро“ в Милано през 2003 г. с почти 225 хил. зрители, от което е взето DVD-то Vasco Rossi @ S.Siro 03. Изпълнението на Generale е вид отговор и благодарност за версията на Vita spericolata, записана от Де Грегори през 1993 г. и включена в албума му Il bandito e il campione.

#### 2004 – 2007: албумBuoni o cattiviи завръщане на Фестивала в Санремо като гост
През 2004 г. излиза албумът му Buoni o cattivi („Добри или лоши“), считан от критиците за зряла творба, съобразена с пътя, поет от твореца, в който неговият „свободен“ дух не е натежал с годините, а се е трансформирал в по-дълбоко послание. По желание на певеца албумът е представен във Фабрика на Е-тата – структура на Групо Абеле (организация с нестопанска цел в обществена полза), основана от дон Луиджи Чоти. Записан между Болоня и Лос Анджелис и впоследствие продаван и в САЩ, албумът става най-продаваният в Италия през 2004 г. и печели 12 платинени плочи. Сред 12-те непубликувани песни се откроява едноименният сингъл, считан за манифест на цялата творба. Други известни парчета са Come stai („Как си“), Anymore („Никога повече“), E… („И...“), Señorita и Un Senso („Смисъл“).
Албумът е последван от турнето Buoni o cattivi, разделено на две лета и което минава през повечето италиански стадиони веднъж или два пъти и са продадени над 1 730 000 билета. Освен това на 25 септември същата година Васко дава на своите фенове безплатен концерт, проведен в квартал Джермането в град Катандзаро пред 450 хил. души. Самият Васко преименува това събитие на Vascstock 2004.
През 2005 г. певецът е награден със Сребърна лента за най-добра оригинална песен за Un senso. Той се завръща на Фестивала в Санремо като гост в последната вечер в знак на благодарност към фестивала, който му предоставя важна витрина в началото на кариерата му. Васко изпълнява началото на песента Vita spericolata, както и хита от 2004 г. Un Senso. След представлението той произнася няколко думи срещу Закона против тютюнопушенето (Закон 3/2003), приет от министъра Джироламо Сиркия, и напуска сцената, избягвайки обичайното интервю на водещия Паоло Бонолис с гостите му.
На 11 май 2005 г. университетът IULM в Милано присъжда на Роси почетна степен по Комуникационни науки, която той посвещава на майка си и на прекъснатото си университетското обучение.
На 9 септември 2005 г. излиза È solo un rock'n'roll show - двойно DVD, като така се лансира концепцията за movieclip, в който всички песни на Buoni o cattivi са преплетени в дълъг видеоклип от над два часа. На 2 декември излиза Buoni o cattivi Live Anthology 04.05 - бокс-сет, включващ двойно CD и тройно DVD, документиращ големия успех на турнето Buoni o cattivi.
На 17 декември Васко се връща в Дзока, където приятелите му от детството и цялата общественост му оказват почит. За случая е организирана и фотографска изложба.
Той подкрепя Rosa nel Pugno (либерали, социалисти, радикали) в предизборната кампания за италианските политически избори през 2006 г. (позволявайки използването на песента Siamo solo noi като саундтрак на партийната реклама) и финансира центристко-лявата коалиция L'Unione. Това е първият път, когато рокаджията заема ясна политическа позиция: в миналото той се ограничава да покаже съчувствие към аболиционистките борби на Марко Панела, като получава членска карта на радикалите и дава лицето си на някои антипройбиционистки кампании в началото на 1980-те г.

На 26 юли 2006 г. той получава литературната награда „Фернанда Пивано“. Също през 2006 г. Васко публично обявява, че повече няма да продава правата върху песните си за реклами. Решението за продажбата им, взето в миналото, по негово собствено признание е грешка, тъй като не е етично правилно да се печели от емоциите на феновете.
На 19 януари 2007 г. излиза сингълът му Basta Poco („Достатъчно е малко“). По волята на автора на песни той не се продава в нито един магазин и може да се слуша само по радиото или да се изтегли от мрежата или от портала на известна телефонна компания. Новият сингъл носи италианския рекорд за легални изтегляния: над 100 хил. два дни след излизането на песента и представлява ново обвинение от страна на рокера, този път срещу лицемерието и повърхностността, които придават по-голямо значение на фриволните неща в сравнение с реалните дела.
На 11 май 2007 г. Васко издава EP-то Vasco Extended Play, съдържащ Basta poco („Достатъчно е малко“) - оригиналната демо версия на песента, видеоклипа с героите, нарисувани от сина му Лука, и изпълнение на La compagnia („Компанията“), написана от Могол и Карло Донида, доведена до успеха от Мариза Сания през 1969 г. и изпълнена през 1976 г. от Лучо Батисти: това е песен, към която Васко се обявява за много привързан и която той тълкува от рокерска гледна точка.
На 23 ноември 2007 г. излиза DVD-то Vasco@Olimpico.07, записано на двете дати (27 и 28 юни) на турнето Vasco Live 2007 на Стадио Олимпико в Рим.

#### 2008 – 2009 г.: албумIl mondo che vorreiи второ участие в Първомайския концерт
На 28 март 2008 г. излиза Il mondo che vorrei (Светът, който бих желал) – 21-вият албум на певеца, 15-ият му студиен албум и вече награден с диамантен диск благодарение на предварително продадените над 350 хил. копия. Il mondo che vorrei е и името на първия изваден от албума сингъл, пуснат по радиото на 14 март и във всички оратории на Миланската епархия на 16 март. Песента веднага влиза на първо място в дигиталната класация на Fimi. Песента Gioca con me („Играй с мен“) – трета песен от албума е записана с участието на китариста Слаш. Творбата е по някакъв начин свързана с предишната, където за първи път по ясен начин се появява съзнателно разделяне между успешния рок певец и мъжа, изпълнен с проблеми и смущения, оставащ във фаза на екзистенциална непълнота, особено в песента E adesso che tocca a me („А сега е мой ред“), в който се забелязва увеличаване на неговите терзания. Сред най-известните парчета е Vieni qui („Ела тук“).
През май 2008 г. на Васко е дадено почетното гражданство на град Генуа от кметицата Марта Винченци, тъй като той е отдал почит на генуезците по време на Нулевата дата на турнето Vasco.08 Live in concert.
През лятото на 2008 г. турнето, започнало в Генуа, продължава по стадионите на основните италиански градове. Само за 24 часа от откриването на предварителните продажби са продадени 120 хил. билета, което принуждава организаторите да добавят допълнителни дати в Милано, Рим, Анкона и Салерно. Той също така участва в Heineken Jammin' Festival в град Местре на 21 юни 2008 г. На 5 юли 2008 г. чрез официалния си уебсайт Васко обявява завръщане си на сцената през септември за втората част от турнето, чиято първа дата е 5 септември в Терамо. В края на годината, според данните на SIAE, Васко държи рекорда на музика на живо благодарение на рекорда за посещаемост (над 850 хил. зрители), записан в 18-те дати на турнето през 2008 г.
На 13 март 2009 г. излиза Il mondo che vorrei live 2008 – първият рок концерт, записан с висока разделителна способност на Blu-ray диск по време на двойния концерт, проведен на стадион „Ренато дал'Ара“ в Болоня на 19 и 20 септември 2008 г.
Първата концертна изява на певеца през 2009 г. е по случай 20-ата годишнина от Първомайския концерт в Рим, 10 години след първото му участие. Изпълнението продължава около 50 мин., през които той пее 10 песни, включително Un ragazzo di strada („Улично момче“) – песен от 1966 г., написана от група И Корви и изпята за първи път от Васко.

#### 2009 – 2010 г.: сборен албумTracks 2 – Inediti & raritàи турнеEurope Tour Indoor
На 6 октомври 2009 г. певецът започва турнето на закрито в Италия и Европа Tour Europe indoor, 13 години след последното си турне на закрито от 1996 г. – Nessun pericolo per te. По време на тези концерти той представя нова непубликувана песен, озаглавена Ad ogni costo („На всяка цена“) – преиздаване, с нов текст на италиански – дело на Васко на хита на Рейдиохед Creep. Датата в Сардиния е необичайна, понеже е единственият концерт от турнето, планиран на открито.

На 27 ноември 2009 г. излиза албумът му Tracks 2 - Inediti & rarità, съдържащ три оригинални песни (Ad ogni costo: „На всяка цена“, Ho fatto un sogno: „Сънувах сън“ и Sto pensando a te: „Мисля за теб“), Sally изпята изцяло unplugged на етап от Europe Tour 2009, шест концертни парчета от турнето Nessun pericolo per te през 1996 г. и три кавъра, изсвирени на живо само веднъж през годините (Il tempo di morire: „Време да умреш“, Un ragazzo di strada: „Улично момче“ и Amico fragile: „Крехък приятел“). За малко повече от седмица албумът постига четири платинени записа и към днешна дата е с диамантен диск. През същия месец Сони прави SingStar Vasco Rossi - игра за PlayStation 2 и PlayStation 3. Впоследствие е издаден вторият сингъл, принадлежащ към новия албум: Sto pensando a te („Мисля за теб“), излъчен по радиото от 18 декември 2009 г.
На 10 март 2010 г. излиза брой на Мики Маус, където Васко се превръща в командир Браско – обичан от публиката певец, оттеглил се от сцената, когото чичо Скрудж моли да съживи най-важното певческо събитие в Дъкбург – това в Театър „Аристон“. Вътре има и интервю, в което самият Васко говори за страстта си към Мики Маус. Историята, замислена от Винченцо Молика, е по сценарий на Фаусто Виталиано, а рисунките са на Джорджо Кавацано. През същия месец певецът решава да инвестира в списанието за литературна критика Satisfiction, ставайки негов редактор.
На 30 април 2010 г. по радиото излиза сингълът Ho fatto un sogno („Сънувах сън“) – песен – обвинение (включително и чрез нейния видеоклип) към реалността, която все още се характеризира с предразсъдъци към различните.
На 22 юни 2010 г. излиза албумът му Vasco London Instant Live 4 maggio 2010 в ограничен тираж, записан на 4 май 2010 г. в Хамърсмит Аполо в Лондон. Тази дата бележи важно събитие в кариерата на рокера, тъй като това е първият му концерт във Великобритания. На 29 ноември 2010 г. чрез Фейсбук той обявява, че е написал с Гаетано Курери петия сингъл на Ноеми Vuoto a perdere („Празнота за губене“); песента е и саундтракът на филма на Фаусто Брици Femmine contro maschi (Жени срещу мъже).

#### 2011 – 2012 г.: албумVivere o niente, оригиналниятI Soliti, здравословни проблеми и паралелни проекти
На 29 март 2011 г. излиза Vivere o niente („Да живееш или нищо“) – 16-ият студиен албум на певеца, който се изстрелва директно на върха в класацията за най-продавани албуми в Италия само след пет дена от излизането му. Обложката на албума изобразява твореца, който винаги бяга от консерватизма, от омологирането и от силите, които искат да го заглушат, и е принуден да се крие от тях, което е необходимо, за да остане свободен да разказва реалността, без да я експлоатира. Първият сингъл, излязъл на 7 февруари (на 59-ия му рожден ден), е Eh... già („Е... да“). Вторият сингъл е Manifesto futurista della nuova umanità („Футуристичен манифест на новото човечество“), излязъл на 6 май 2011 г., и с който Васко описва един нов човек без повече „вяра“ в Създателя и който разпознава живота не като дар, а като комбинация от случайни фактори. Сред най-известните парчета са Vivere o niente и L'Aquilone („Хвърчилото“).
На 15 април 2011 г. е представен Сезон 2011 – 2012 на Ла Скала в Милано с музиката и драматургията на Васко, използвани за постановката L'altra metà del cielo („Другата половина на небето“) - шоу, фокусирано върху женската фигура и върху младежта. Премиерата трябва да се състои на 31 март 2012 г. със седем последователни представления, но е отложена с три дни поради стачка на работници.
На 5 юни 2011 г. турнето на Vasco Live Kom '011 започва от Стадион „Корнеро“ в Анкона. Турнето, което включва концерт на Heineken Jammin Festival в Местре, е първото, в което изпълнител изнася четири поредни концерта на стадион Сан Сиро. По време на последната среща в Милано рокерът е принуден да съкрати състава, започвайки с очевидно закъснение поради силна болка в гърба, която въпреки необходимото лечение не показва признаци на подобрение.
На 26 юни 2011 г. в интервю за Винченцо Молика по TG1 (вечерните новини по Rai 1), разказвайки за бъдещето си, Васко заявява, че ще промени начина си на общуване с публиката, като в частност заявява: „Моята необикновена дейност като рок звезда щастливо приключи“ и че „това е последното турне от този тип“. В този период излиза книгата Vasco complete canzoniere: сборник от 188 негови произведения плюс 28 парчета, написани за други изпълнители. Книгата по своята структура съдържа азбучен указател и индекс по албум, списък с концерти на живо, сингли и непубликувани произведения. Присъстват и аранжиментите на песните, като по-специално има акорди за китара и клавиатура. Тя съдържа и два оригинални ръкописа и няколко снимки.
На 18 юли 2011 г. изпълнителят решава да отиде в частна клиника близо до Болоня, за да се прегледа за болките си в гърба. Става ясно, че те са породени от фрактура на ребро. Освен това певецът си прави и пълен преглед. На 22 август 2011 г., след съгласуван медицински преглед в Клиника „Вилалба“, лекарите, които следят здравословното му състояние, го задължават да си вземе абсолютна почивка от поне 60 дни, което води до отмяна на последните четири дати на Vasco Live Kom '011: Торино, Удине, Болоня и Авелино. Певецът е диагностициран със стафилококова инфекция, причинила му остеомиелит на гръдния кош, с ендокардит и по-късно с пневмония, и е в риск за живота.
На 7 септември 2011 г. по кината излиза документален филм за неговия личен и творчески живот, режисиран от Алесандро Парис и Сибил Ригети, озаглавен Questa storia qua („Тази история тук“), излъчен два дни по-рано на Венецианския филмов фестивал и в същото време в над 200 кина, като всички билети са продадени в предварителните продажби. Сингълът I soliti („Обичайните“) е взет от филма, който във включва песните Siamo solo noi и Liberi ... liberi, въртящи се по радиото от 29 август.
На 24 ноември 2011 г. е публикувана друга негова биография, озаглавена La versione di Vasco („Версията на Васко“) с тираж 80 хил. копия; след три дни книгата се препечатва с още 50 хил. копия. Тя веднага е поставена на първо място в раздела „Разни“ или „Нехудожествена литература“, докато заема четвъртата позиция в общата класация. Приходите от продажбите отиват за общността на Дон Луиджи Чоти. На 9 декември, само и изключително в Ай Тюнс, е издадена специална версия на албума Vivere o niente, наречена Vivere o niente – Kom.011 Edition, съдържаща освен студийния албум и едно CD със записани 13 песни по време на етап на Vasco Live Kom '011 .
На 31 март 2012 г. излиза албумът му L'altra metà del cielo („Другата половина на небето“), съдържащ някои от най-известните песни на Роси, посветени на жените, пренаредени за изпълнение на сцената на Ла Скала; албумът бързо достига първо място по продажби. На 4 април на „премиерата“ на „Другата половина на небето“ има шест минути последни аплодисменти. Триизмерната изложба за творбите на Васко, озаглавена Notte Rossi, се провежда от 9 юни до 14 юли 2012 г. в Палацо Изолани в Болоня. Междувременно на 15 юни излиза песента La Luna („Луната“), написана за Пати Право с Гаетано Курери. През юни историческият му китарист Маурицио Солиери говори за отношенията между него и Васко в интервю, което е последвано от пиперлив отговор от Васко, който предполага края на отношенията на сътрудничество.
На 8 септември 2012 г. той се завръща, за да изпълни мини-концерт в Кастеланета Марина – подселище на град Кастеланета.
На 14 септември отново е приет в клиниката за дихателни проблеми.
На 27 ноември излиза концертният му албум Live Kom 011: The Complete Edition, който се изстрелва веднага на върха на класацията за албуми на FIMI; за две седмици получава златен диск и през декември е сертифицирана с платинен диск за над 60 хил. продадени копия.

#### 2013 – 2016 г.: албумSono innocenteи турнеVasco Live Kom
На 21 януари 2013 г. излиза сингълът L'uomo più semplice („Най-семплият човек“), който достига първо място в класацията за продажби. През март Роси изяснява причините, поради които решава да се върне на сцената, като казва с нишка ирония, че оставката му като рок звезда не е приета.
На 9 юни 2013 г. стартира турнето Vasco Live Kom '013 от Олимпийския стадион в Торино, който включва четири концерта в столицата на Пиемонт и три на Стадион „Ренато дал'Ара“ в Болоня. В турнето, което бележи завръщането на Васко на сцената, участват над 271 000 зрители.

На 15 октомври 2013 г. излиза сингълът Cambia-menti („Промени“ или „Промяна на умовете“) – песен, която незабавно заема първата позиция в класацията за най-продаваните сингли в Италия и която загатва за посланието „промени-ума си“, и предлага разнообразна храна за размисъл чрез текст между поколенията.
Малко след това се обявяват датите на турнето на Vasco Live Kom '014, в което певецът пее на Олимпийския стадион в Рим и на стадион „Джузепе Меаца“ в Милано. Към четирите първоначално планирани дати се добавят още три дати за общо близо 400 хил. зрители. На 14 март излиза сингълът Dannate nuvole („Проклети облаци“), който предшества излезлия през ноември албум.
През април 2014 г. Роси подписва споразумение с Юнивърсъл Рекърдс за издаването на следващите му три албума.
На 29 май 2014 г. той получава признанието за „Почетен гражданин на творческа Пулия“ от президента на региона.
Vasco Live Kom '014 стартира на 25 юни 2014 г. По повод подготовката на шоуто на Олимпийския стадион в Рим композиторът съобщава, че иска да даде на музиката си обрат към метал музиката, заявявайки, че „като правиш хардрок, няма как да не се окажеш в метала, това е естествена еволюция“. Това турне достига цифрата от 400 хил. зрители, сертификат за печалба на стойност повече от 26 млн. долара, като се нарежда на второ място в световната класация Hot Tours 2014 на сп. „Билборд“ след това на Ролинг Стоунс.
Следващият албум с оригинални песни е Sono innocente („Невинен съм“), предшестван на 24 октомври от издаването на втория му сингъл Come vorrei („Как бих искал“). Той предоставя звучност, ориентиран към хевиметъл, и представлява вид разказ за артистичната кариера, в която мъжът Васко изправя звездата пред съд, като накрая я оправдава. Албумът излиза в началото на ноември 2014 г. и отбелязва сближаване с някои стари сътрудници (песента Sono innocente ma ... включва Роберто Казини и Андреа Риги, и двамата бивши членове на Стив Роджърс Бенд като съавтори). Наличието на инструментално парче също е необичайно. Има и непубликувана творба на Васко, написана на 15-годишна възраст – Marta piange ancora („Марта все още плаче“) и песен от неговия син Лука – L'ape regina („Пчелата-майка“), и двете в копродуцирани и в аранжимент на Саверио Принчипини, и записани и миксирани в Speakeasy Studios LA в Лос Анджелис от Марко Сондзини и от самия Саверио Принчипини. Сред най-известните парчета са Quante volte („Колко пъти“) и Guai („Проблеми“).
През май 2015 г. сп. „Ролинг Стоун“ посвещава корицата си на Васко Роси и публикува дълго интервю с него.
След излизането на новия албум, на 7 юни 2015 г. стартира турнето Vasco Live Kom '015 на Стадион „Сан Никола“ в Бари, в който Васко се завръща, за да участва на най-важните стадиони в Италия с общо 14 дати, включително една на Стадион „Сан Паоло“ в Неапол, където липсва цели 11 години. Турнето се характеризира с важни рекорди за посещаемост и зрители (600 хил.), а в състава, в допълнение към новите песни от новия албум, има и важни повторения от миналото като Deviazioni („Отклонения“), Credi davvero („Настина ли вярваш“) и Gli angeli („Ангелите“). В края на турнето Роси се завръща в студиото, за да запише рефрена на песента Tutti contro tutti („Всички срещу всички“), съдържаща се в новия албум на Стадио Miss Nostalgia. Въпросното парче бележи завръщането на Васко Роси в дуета с Гаетано Курери след парчето La faccia delle donne, публикувано в началото на 1980-те години.
На 11 септември 2015 г. той представя документалния филм Il Decalogo di Vasco („Десетте божи заповеди на Васко“) на 72-рия Венециански филмов фестивал.
На 18 март 2016 г. излиза Tutto in una notte – Live Kom 015, състоящ се от две CD-та, две DVD-та и един Blu-ray, съдържащ записа на концерта в Неапол, изцяло в директно аудио и видео запис и монтиран в кабината на режисьора Пепси Романоф, режисьор и на видеоклипа Come vorrei.
След пауза певецът се завръща на сцената с Vasco Live Kom '016. Организаторите на турнето решават да компенсират липсата на Рим сред датите на турнето през 2015 г., като организират „продължение“ с две дати на Олимпийския стадион в града: 22 и 23 юни, като по-късно към тях се добавят и 26 и 27 юни. Тази поредица от концерти представлява нов рекорд на поредни дати на стадиона в Рим, където самият Роси прави три концерта през 2014 г. За четирите дати са продадени 205 хил. билета.

#### 2017 г.: 40 години кариера със сборния албумVascoNonStopи рекорд за зрители в Модена Парк
По време на промоцията на концертите на Олимпийския стадион в Рим Васко обявява концерта-събитие Модена парк 2017, проведено в парк „Енцо Ферари“ в град Модена на 1 юли 2017 г., за да отпразнува своята 40-годишна кариера. За популяризиране на това събитие на 11 ноември 2016 г. е публикуван бокс-сетът VascoNonStop, съдържащ 69 песни, от които четири оригинални, включително двата сингли Un mondo migliore („Един по-добър свят“), публикувани на 14 октомври 2016 г., и Come nelle favole („Както в приказките“), публикуван на 14 март 2017 г. Останалите две са L'amore ai tempi del cellulare („Любов по време на gsm“) и Più in alto che c'è („Възможно най-високо“).Четирите оригинални песни са включени в CD-то във второто EP на певеца Vasco Modena Park 01 07 17, издадена в ограничен тираж на 9 юни 2017 г., предшестващ събитието Modena Park 2017.
С над 220 хил. продадени билета за Modena Park 2017 Васко Роси поставя световен рекорд по зрители, платили за един концерт, надминавайки рекорда на А-ха от 1991 г., събрали 198 000 зрители в Рио де Жанейро. Този концерт се помни и с други рекорди: брой телевизионни зрители (малко над 5 милиона) и над 50 хил. билета, издадени за проследяване на събитието в кината, както и рекордът на фенове, които за бъдат на първия ред, лагеруват в парк Модена месец преди събитието, като Стив Томасин от Казарса дела Делиция.
На 31 юли 2017 г. внезапно умира Гуидо Елми – в продължение на почти 40 г. той е продуцент и артистичен директор на Васко Роси.
През есента на 2017 г. по радиото е излъчена като сингъл версията на живо на Colpa d'Alfredo от Модена Парк 2017. На 1 декември 2017 г. в някои италиански кина е премиерата на Vasco Modena Park – Il film. Филмът, разпространен във всички италиански кина от 4 до 7 декември 2017 г., проследява деня на Модена Парк 2017, обогатявайки го с непубликувано съдържание и с мисли на самия Роси. Филмът е режисиран от Пепси Романоф и е разпространен от QMI Stardust в сътрудничество с Юнивърсъл Мюзик. На 8 декември излиза бокс-сетът Vasco Modena Park – запис на концерта в Модена от предходния 1 юли.

#### 2018 – 2020 г.: турнеVascoNonStop Liveи два сингъла
Също така през декември 2017 г. са обявени датите на турнето VascoNonStop Live 2018 по италианските стадиони: 11 дати през май и юни 2018 г.
На среща с фен клуба си през септември 2018 г. Васко обявява турнето VascoNonStop Live 2019, включващо шест дати на Стадион „Сан Сиро“ в Милано (нов рекорд за поредни дати на стадиона) и две дати на Панаира в Каляри. Той дава и новина за нов сингъл, очакван през ноември с видеоклип, режисиран от режисьора Пепси Романоф.
През есента певецът се завръща в звукозаписното студио заедно с продуцента Селсо Вали, Никола Вениери и приятеля му Гаетано Курери, за да завърши сингъла La verità („Истината“), излязъл на 16 ноември. Новата песен, написана заедно с Роберто Казини, е вдъхновена от стихотворение, написано от самия Васко през 2011 г. и публикувано в книгата му „Версията на Васко“ от 2012 г. (Viviamo tempo nuovi, „Изживяваме нови времена“ са началните думи на оригиналното стихотворение). 
На 25 октомври 2019 г. той издава сингъла Se ti potessi dire („Ако можех да ти кажа“), който предшества концертния албум VascoNonStop Live, документиращ турнето VascoNonStop Live 2019.
Двата VascoNonStop Live имат общо над 875 хил. зрители и на 25 ноември 2019 г. в киното е пуснат филмът Vasco Non Stop Live 018 + 019.
За лятото на 2020 г. е организиран VascoNonStop Live Festival - турне в основните италиански рок фестивали. Поради ограниченията, наложени от италианското правителство за ограничаване на разпространението на пандемията от COVID-19, турнето е отменено и разсрочено за лятото на 2021 г.
На 3 август 2020 г. той участва в трибюта към Фабрицио де Андре Crêuza de mä pe Zêna – изпълнение на известната песен от генуезкия певец и композитор, представена по време на откриването на виадукта Дженоа Сан Джорджо.
На 3 ноември 2020 г. певецът съобщава, че първият сингъл от новия му студиен албум ще излезе на 1 януари 2021 г.
На 21 декември му е присъдена Награда „Тарга Тенко“ за цялостно творчество .

#### 2021 - 2022 г.: албумSiamo quiи турнеVasco Live 2022
Новото парче на Васко Роси, озаглавено Una canzone d'amore butata via („Изхвърлена любовна песен“), е представено в първия ден от годината по време на телевизионната програма Danza con me с водещ балетистът Роберто Боле, което отбелязва завръщането на твореца по телевизията,15 години след последното му телевизионно участие като гост. Официалното видео на песента излиза на 7 януари и е обявена датата на излизане на новия му албум, състоящ се от 10 оригинални песни – 12 ноември 2021 г.
На 14 април 2021 г. Роси съобщава, че планираните за юни концерти, които вече са отложени с една година през 2020 г., ще бъдат отложени за 2022 г. поради продължаването на спешната ситуация, причинена от пандемията, докато агенция Live Nation обявява, че новите дати няма повече да са част от календара на фестивалите, към които са принадлежали, дори и ако те се проведат на същите места.
На 20 май 2022 г. певецът възнамерява да проведе концерт в Тренто, за да открие Трентино Мюзик Арена. Това ще бъде 1-вият концерт от турнето Vasco Live 2022, което е с променени дати поради коронавирусната пандемия: 24 май в Милано, 28 май в Имола, 3 юни във Флоренция и 11 и 12 юни в Рим.
На 26 юли 2021 г. певецът обявява, че встъпителният концерт на новото турне ще се проведе в Тренто на 20 май 2022 г. На 12 септември той съобщава чрез социалните мрежи, че новият му оригинален албум ще бъде озаглавен „Тук сме“ (Siamo qui), a на 1 октомври, че ще бъдат добавени пет нови дати към Vasco Live 2022 на стадионите в Неапол, Торино, Месина, Бари и Анкона. На 15 октомври той пуска втория сингъл от албума, заглавната песен „Тук сме“ заедно с визуалното видео на песента, а на 20 октомври е пуснато официалното видео, режисирано от Пепси Романоф. Самият автор обяснява, че заглавната песен е вдъхновена от човешкото състояние и неговите проблеми, произтичащи от това, че е в цивилизация, която мисли само за печалба и в която технологията вече не е в услуга на човека, а е изключително в услуга на себе си, добавяйки, че това е парчето, около което е изграден целият му албум и в който изпълнителят се обръща към своето алтер его, което представлява неговата тъмна и мечтателна част.
На 12 ноември 2021 г., както е обявено в началото на годината от певеца, излиза „Тук сме“ (Siamo qui) – неговия 18-и студиен албум. Той е определен от критика Масимилиано Перота като успешна и разнообразна творба. Албумът печели само след седем дена първата позиция на най-продаваните албуми в Италия и е в Топ 5 на най-сваляните албуми в света в Ай Тюнс, позволявайки на Роси да достигне нов рекорд: да бъде първи в класациите на най-продаваните албуми за 5 различни десетилетия.
На 22 март 2022 г. е обявено сътрудничеството му с рапъра Маракеш, който ще бъде специален гост в новата версия на песента La pioggia di domenica („Неделният дъжд“) от последния албум на Васко Роси Siamo qui. Двамата решават да дарят приходите от сингъла, публикуван на 25 март, на Save the Children – организацията, която се бори повече от 100 години, за да спасява децата в риск и да им гарантира бъдеще, в полза на децата, въвлечени във войната в Украйна. 
На 11 април 2022 г. на Васко е връчена новата версия на Телегато в знак на признание за заслугите му за това, че е символ на италианската музика, която представлява мост между поколенията фенове. 
Турнето Vasco Live 2022 стартира в Тренто на 20 май. То се състои от 11 дати и приключва на 30 юни в Торино. 
На 10 юни 2022 г. излиза сингълът L'Amore L'Amore („Любовта, любовта“), чийто видеоклип е заснет по време на първия етап от турнето; има и ремикс на немското музикално дуо Twocolors. 
На 13 юни певецът съобщава чрез социалните мрежи, че Община Рим смята да го награди с Капитолийски вълк – най-високото признание, което италианската столица Рим дава на изтъкнати личности, оставили незаличима следа в културата и колективното въображение на града.
Vasco Live 2022 събира над 700 000 зрители, а билетите са разпродадени на всичките 11 дати от турнето.
След като печели първото място за най-много зрители, постигнати в последните концерти на живо, рокаджията обявява, че през юни 2023 г. ще има Vasco Live 2023 на стадионите и че на 14, 15 и 16 ноември 2022 г. Васко ще бъде премиерно само в кината Vasco Live Roma Circo Massimo. Той също така обявява, че на 21 октомври 2022 г. ще бъде пуснат сингълът Patto con riscatto („Договор с откуп“), който вече е включен в последния студиен албум на певеца.
На 8 ноември 2022 г. Васко обявява датите на новото турне, като го определи като продължение на предишното, което се провежда на стадионите в Болоня, Рим, Палермо и Салерно с двойна дата за всеки град. На следващия ден, както вече е обявено от рокаджията през юни, той получава Капитолийския вълк от кмета на Рим Роберто Гуалтиери в Капитолия. На 25 ноември, поради голямото търсене (260 000 билета, продадени през първите четири часа след отварянето на предварителните продажби), са добавени още две дати в Болоня. На 6 март кметът на Римини Джамил Садеголваад обявява, че турнето на изпълнителя ще започне на 2 юни от стадион „Ромео Нери“. В Салерно, с 2 разпродадени дати на 28 и 29 юни 2023 г., той приключва обиколката си на стадиона – събитие, което събира 450 000 души на 11 планирани дати.
През септември 2023 г. той присъства в документалния филм Enzo Jannacci - Vengo anch'io, посветен на Енцо Яначи, на режисьора Джорджо Вердели, където той говори за епизод, който го свързва с миланския изпълнител. Също през септември той обявява издаването на документална поредица от пет епизода в Нетфликс, която проследява многото истории зад неговите песни и едновременното издаване на нов сингъл, озаглавен Gli sbagli che fai („Грешките, които правиш“), публикуван на 27 септември.

## Личен живот
Васко Роси има трима сина: Давиде, роден на 24 април 1986 г. от връзката му със Стефания Тручило, Лоренцо, роден на 5 юни 1986 г. от връзката му с Габриела Стурани, и Лука, роден на 17 юни 1991 г. от връзката му с Лаура Шмит. Певецът се жени за Шмит на 7 юли 2012 г. в Кметството на град Дзока след 25-годишна връзка. През 2003 г., след като прави ДНК тест, той припознава сина си Лоренцо. Най-големият му син Давиде е актьор и диджей. Вторият му син е радио водещ. Третият, според регистрите на SIAE, е съавтор на няколко песни на баща му. Роси има двама внуци: Ромео (2014) – син на Давиде и Лавиния (2017) – дъщеря на Лоренцо.  
Песента Benvenuto („Добре дошъл“) от албума Nessun pericolo... per te е посветена на сина му Лука, а песента Canzone („Песен“) от албума Vado al massimo е посветена на бащата на Васко Роси, починал преждевременно. Песента Gabri от албума Gli spari sopra е посветена на Габриела Стурани, а песента Laura от албума Canzoni per me е посветена на Лаура Шмит.
През 1979 г. е освободен от военна служба за употреба на психотропни вещества.
Сред романтичните му връзки през 1980-те години е и тази с телевизионната водеща Барбара Д'Урсо, която твърди, че две негови песни – Brava и Incredibile romantica – са посветени именно на нея; това е отречено от самия изпълнител, понеже двете песни, заедно с песента Io no..., се отнасят за Паола Пансаки – първата му приятелка.
Роси е дългогодишен приятел с търговеца и занаятчията Луиджи де Марко – ръководител на Масонската ложа „Ландо Конти“ в Козенца.
Отколешен анархист, той е поддръжник на Радикалната партия на Марко Панела и на легализирането на наркотиците. През май 2009 г. се присъединява към Радикалната партия за 23-ти пореден път.
През 2000 г. е собственик на Vasco Rossi Racing – частен мотоциклетен екип, свързан с Априлия Рейсинг, който печели световното първенство с пилот Роберто Локатели. Притежава и 90% от чартърна компания.
Роси е фен на ФК „Интер“.
Той е атеист и подкрепя евтаназията, както заявява през 2011 г. по повод издаването на албума Vivere o niente. Това предизвиква силните критики от страна на Католическата църква и на журналиста Марчело Венециани, на които Роси отговаря, подчертавайки, че езикът на песните не е този, използван от професорите по философия, които в крайна сметка ще придадат напълно противоположни значения на изразените концепции, стигайки до истински гафове.
Роси, който е против разгласяването на благотворителността, никога не участва в официално благотворително събитие, отказвайки през годините поканите за участие в Pavarotti & Friends и в инициативите на Националния футболен отбор на певците.
През 2004 г. писателката Фернанда Пивано, чрез сп. „Венити Феър“, посвещава „любовно писмо“ на Васко Роси.
През февруари 2010 г. Васко чрез адвокатите си поисква от сатиричния сайт Noncyclopedia да изтрие страницата, посветена на него, считайки я за клеветническа; през август и септември 2011 г. някои администратори на сайта са извикани от Пощенска полиция по въпроса. В знак на протест на 3 октомври 2011 г. те прекратяват услугата по собствена инициатива. На следващия ден сайтът е възстановен без статията за Васко Роси, като той обещава да оттегли жалбата.
През май 2011 г. в Мирандола е водещ на сватбената церемония на китариста си – американеца Стив Бърнс и италианската телевизионна водеща Мадалена Корваля. През август, след като е приет в клиника, на Фейсбук страницата си певецът признава пред феновете, че страда от депресия и че отдавна приема коктейл от антидепресанти, психотропни лекарства и анксиолитици под наблюдението на екип от лекари, който му осигурява приемливо равновесие. След това признание започват да се носят слухове за евентуалното му оттегляне от сцената, които са отречени по-късно от самия певец. Запален по класическия балет, през октомври заедно с режисьора и сценариста Стефано Салвати Роси основава културната асоциация Vasco Rossi Dancing Project. През декември дарява 75 хил. евро на Болонския университет в подкрепа на (тригодишното) изследване на микробните биофилми, отговорни главно за различни инфекциозни форми.
През 2015 г., след като избира индивидуалната и неразгласявана благотворителност, вместо да участва в концерта Italia Loves Emilia организиран с цел набиране на средства за подпомагане на населението, засегнато от земетресението в Емилия, той получава почетното гражданство на Финале Емилия от кмета на града.
През 2019 г. Rai му предлага артистичното ръководство на Фестивала в Санремо, но певецът отказва.
През 2020 г., за борба с пандемията COVID-19, Роси прави дарение на Фондация „Сант'Орсола-Малпиги“ в Болоня в подкрепа на здравните работници.
Впоследствие, в отговор на писмо, изпратено до него от певеца Чезаре Кремонини, той признава, че през 2011 г. е преживял три фатални заболявания, които са го довели до кома на няколко пъти.
На 16 декември 2020 г. получава Златния Нептун от кмета на Болоня Вирджинио Мерола – най-високото признание, присъждано от града.
На 8 септември 2021 г. получава почетното гражданство на Кастеланета.

## Спорове

### Спор с Лучано Лигабуе
Началото на разрива между Васко и Лигабуе датира от 1999 г., когато Масимо Рива – китарист и приятел на Васко умира през нощта на 31 май поради дихателна криза след инжекция с хероин.
Няколко дни по-късно Лигабуе, докато представя първия си филм Radiofreccia в Университет IULM в Милано (той се върти именно около темата за хероина), казва: „През 70-те години нямахме много информация. Общата мисъл беше, че можеш да спреш, когато си поискаш. За рок музикантите и до ден днешен съществува алиби за цената, която трябва да платят за правенето на музика. Така че според етикета за перфектната рок звезда аз, който не се дрогирам, бих бил извън target-а.“ Васко, силно впечатлен и негодуващ от тези фрази в такъв момент, заявява: „Един приятел умря и вместо мълчание... има такива, които за да увеличат своята автентичност си, избраха да „ спекулират“, изпращайки безполезни морализаторски съобщения“. Няколко дни по-късно Лигабуе се извинява и заявява, че думите му не са били недобросъвестни.
През лятото на 2011 г. Васко атакува публично Лигабуе, публикувайки в социалните мрежи откъс от интервю с Ред Рони, в което той определя колегата си като „Чаша талант в морето на самоувереността“. На следващата година Васко слага край на спора, като счита всякакво сравнение между кариерите на двамата не на място.

## Дискография

### Студийни албуми
- 1978 – ...Ma cosa vuoi che sia una canzone...
- 1979 – Non siamo mica gli americani!
- 1980 – Colpa d'Alfredo
- 1981 – Siamo solo noi
- 1982 – Vado al massimo
- 1983 – Bollicine
- 1985 – Cosa succede in città
- 1987 – C'è chi dice no
- 1989 – Liberi liberi
- 1993 – Gli spari sopra
- 1996 – Nessun pericolo... per te
- 1998 – Canzoni per me
- 2001 – Stupido hotel
- 2004 – Buoni o cattivi
- 2008 – Il mondo che vorrei
- 2011 – Vivere o niente
- 2014 – Sono innocente
- 2021 – Siamo qui

### Концертни албуми
- 1984 – Va bene, va bene così
- 1990 – Fronte del palco
- 1990 – Vasco live 10.7.90 San Siro
- 1999 – Rewind
- 2005 – Buoni o cattivi Live Anthology 04.05
- 2009 – Tracks 2 - Inediti & rarità
- 2010 – Vasco London Instant Live 4 май 2010
- 2012 – Live Kom 011: The Complete Edition
- 2016 – Tutto in una notte - Live Kom 015
- 2017 – Vasco Modena Park
- 2018 – VascoNonStop Live 2018
- 2019 – VascoNonStop Live 2019
- 2022 – Vasco Live Roma Circo Massimo

### Сборни албуми
- 1997 – Rock
- 2002 – Tracks
- 2012 – L'altra metà del cielo
- 2016 – VascoNonStop
- 2023 – Il Supervissuto

### Миниалбуми
- 2007 – Vasco Extended Play
- 2017 – Vasco Modena Park 01 07 17

### Box Set
- 2017 – Vasco Rossi 4.0

## Концерти и турнета
- 1977 – Tour 1977
- 1978 – Tour 1978
- 1979 – Tour 1979
- 1980 – Colpa D'Alfredo Tour
- 1981 – Siamo Solo Noi Tour
- 1982 – Vado Al Massimo Tour
- 1983 – Bollicine Tour
- 1984 – Va bene, va bene così Tour
- 1985 – Cosa succede in città Tour
- 1987 – C'è chi dice no Tour
- 1989 – Blasco Tour
- 1990/91 – Fronte del palco Tour
- 1993 – Gli spari sopra Tour
- 1995 – Rock sotto l'assedio
- 1996 – Nessun pericolo per te tour
- 1997 – World Wide Tour
- 1998 – Autodromo Enzo e Dino Ferrari di Imola
- 1999 – Rewind Tour
- 2001 – Stupido Hotel Tour
- 2003 – Vasco@San Siro '03
- 2004/05 – Buoni o cattivi Tour
- 2004 – Vascstock 2004
- 2007 – Vasco Live 2007
- 2008 – Vasco.08 Live in concert
- 2009/10 – Tour Europe indoor
- 2011 – Vasco Live Kom '011
- 2013 – Vasco Live Kom '013
- 2014 – Vasco Live Kom '014
- 2015 – Vasco Live Kom '015
- 2016 – Vasco Live Kom '016
- 2017 – Modena Park 2017
- 2018 – VascoNonStop Live 2018
- 2019 – VascoNonStop Live 2019
- 2022 – Vasco Live XXII
- 2023 – Vasco Live Giugno_023

## Награди и признания
- 1982 – Национална награда il Paroliere за песента Ogni Volta.
- 1983 – Победител на Discoinverno
- 1983 – Победител на Фестивалбар с песента Bollicine.
- 1984 – Най-добър певец в „Гласувай за гласа“ (Vota la voce)
- 1990 – Включен във „Великолепната седморка“ на в. „Тиву Соризи е Канцони“
- 1991 – Телегато за най-добро турне
- 1993 – Телегато за запис на годината (Gli spari sopra) и за най-добро турне
- 1995 – Telegatto за изпълнител на годината и за концерт на годината (Rock sotto l'assedio)
- 1998 – Победител на Фестивалбар с песента Io... no.
- 1998 – Награда Targa Tenco за най-добър албум на годината за Canzoni per me
- 1999 – Италианска музикална награда (PIM) за италиански диск (Canzoni per me), италианско турне (Имола) и награда на критиката
- 1999 – Награда „Лукреция“ за в качеството му на Рок поет за песента Quanti anni hai
- Златен медал за художествени заслуги и посланик на Дзока по света
- 2001 – Награди Грами Италия: най-добър албум, най-добро турне и най-добър италиански изпълнител
- 2005 – Сребърна лента за Un senso.
- 2005 – Най-добър италиански видеоклип за DVD-то È solo un Rock'n'Roll show
- 2005 – Златно Телегато за италиански музикален персонаж на годината
- 2005 – Златно Телегато за най-добро турне за 2004 – 2005 г.
- 2005 – Почетна диплома по Комуникационни науки към IULM в Милано
- 2006 – Платинено Телегато за италианска музика
- 2006 – Награда „Фернанда Пивано“
- 2008 – Почетно гражданство на Генуа
- 2009 – Награда на SIAE (Италианско дружество на авторите и издателите) за най-продаван запис на годината за Il mondo che vorrei.
- 2011 – Специална награда „Италия“ на Future Film Festival Венеция за видеоклипа на песента Manifesto futurista della nuova umanità
- 2014 - Music Awards 2014 come Singolo Platino per il singolo Cambia-menti, per l'album Sono innocente.
- 2014 – Почетен гражданин на Креативна Пулия
- 2016 – Награда „Рома Видеоклип“ за песента Un mondo migliore
- 2017 – Rockol Awards за най-добър концерт на годината
- 2018 – Почетен гражданин на Модена
- 2018 – Награда „Инклузионе“ на Университета в Падуа
- 2018 – Награди TheTicketingBusiness за 2018 г.: награда „Кампания на годината“
- 2018 – Награда Pensieri e pedali на Euromobility
- 2019 – Награда „Асомузика“ за текстовете и значенията на песните
- 2019 – Награди „Рокол“: най-добър концерт на живо
- 2020 – Златен Нептун (Болоня)
- 2020 – Награда „Тенко“ за кариера
- 2021 – Почетно гражданство на Кастеланета
- 2022 – Телегато за заслуги
- 2022 – Капитолийски лъв

### Сертификати
- Златен диск за албума Bollicine
- 10-кратно платинен диск за албума Gli spari sopra
- 8-кратно платинен диск за албума Canzoni per me.
- 10-кратно платинен диск за албума Canzoni per me
- 5-кратно платинен диск за албума Rewind
- 8-кратно платинен диск за албума Stupido hotel
- 7-кратно платинен диск за албума Tracks
- 12-кратно платинен диск за албума Buoni o cattivi
- 20-кратно платинен диск за DVD Il mondo che vorrei live
- Диамантен диск за албума Vivere o niente

## Васко Роси в масовата култура

### Филми за Васко Роси
- Ciao ma'... (1988): вследствие на големия успех на албума C'è chi dice no, излиза филмът от жанра musicarello, който разказва историята на група тийнейджъри, диви фенове на рок звездата. Филмът подсказва как тогавашните младежи са разбирали феномена Васко Роси, а именно, че въпреки негативните критики на СМИ, певецът-автор на песни продължава да печели одобрението на обществеността.
- Questa storia qua (2011): документален филм за артистичния и личния живот на Васко на реж. Алесандро Парис и Сибил Ригети, с премиера на Венецианския филмов фестивал през 2011 г. и едновременно в над 200 кина.
- Il Decalogo di Vasco (2015): документален филм на Фабио Мази с Васко Роси, Джанлука Дела Вале и Фабио Мази, показан в пространството „Il Cinema nel Giardino“ на 72-рия Международен филмов фестивал във Венеция
- Vasco Modena Park – Il film (2017): филмът проследява концерта от турнето Модена Парк 2017 в парк „Енцо Ферари“ в Модена на 1 юли 2017 г.
- Vasco Non Stop Live 018+019 (2019): филм на Пепси Романоф, който проследява VascoNonStop Live 2018 и VascoNonStop Live 2019.
- Vasco Rossi - Il Supervissuto: документален сериал от Джузепе Доминго Романо (Пепси Романоф), които проследяват кариерата на Васко Роси от началото до днес (излъчван по Нетфликс).

### Музиката на Васко Роси във филми
През годините някои от песните му се появяват в множество филми, някои с голям успех:
- Vacanze di Natale (1983) на реж. Карло Ванцина: песен Vita spericolata
- Vai alla grande (1983) на реж. Салваторе Сампери (1983): песен Vita spericolata
- Acqua e sapone (1983) на режисьора Карло Вердоне: песен Acqua e sapone на група Стадио, където Васко сътрудничи в текста
- "FF.SS." – Cioè: "...che mi hai portato a fare sopra a Posillipo se non mi vuoi più bene?" (1983) на режисьора Ренцо Арборе: в крайните надписи има благодарност към Васко Роси, който играе един от арабите, пеещи песента Il pillolo с шейх Роберто Бенини (между тях е и Масимо Троизи).
- Ciao ma'... (1988) на реж. Джандоменико Кури: историите на римските младежи се преплитат с концерт на Васко Роси
- Stasera a casa di Alice (1990) на реж. Карло Вердоне: музиката е написана от Васко Роси. Саундтракът никога не е пуснат, но песента La fontana di Alice е включена в албума на Стадио Il Canto delle pellicole (1996)
- La scuola (1995) на реж. Даниеле Лукети, със Силвио Орландо и Фабрицио Бентивольо: ремикс на песента Senza parole
- Fuochi d'artificio (1997) на режисьора Леонардо Пиерачиони: песен Una canzone per te
- Naja (1998) на реж. Анджело Лонгони: песени Un gran bel film, Gli angeli и Benvenuto.
- Due amici (2002) на реж. Спиро Шимоне и Франческо Сфрамели (2002): песент Una nuova canzone per lei
- Le chiavi di casa (2004) на реж. Джани Амелио (2004): песен Quanti anni hai (тя е тясно свързана със сюжета на филма)
- Non ti muovere (2004) на реж. Серджо Кастелито: песен Un senso
- È solo un rock'n'roll show (2005) на реж. Стефано Салвати: всичките дванадесет видеоклипа на песните в албума Buoni o cattivi.
- Il Pirata – Marco Pantani (2006) на реж. Клаудио Бонивенто: песен Gli angeli
- La notte prima degli esami (2006) на реж. Фаусто Брици: споменава се Васко Роси
- Scrivilo sui muri (2007) на реж. Джанкарло Скаркили: песен Vita spericolata; фразата 'scrivilo sui muri' („напиши го по стените“) се съдържа в песента Brava Giulia
- Scusa, ma ti chiamo amore (2008) на реж. Федерико Моча (2008): песен Quanti anni hai
- I liceali (тв сериал) (2008) на реж. Лучо Пелегрини: песни Gli Angeli и Ogni volta
- Albakiara – il film (2008) на реж. Стефано Салвати: песни Albachiara, Rewind, Dillo alla luna, Ti prendo e ti porto via, Un senso, Colpa del Whisky, Bollicine и Cosa succede in città
- Fotopàsc (2009) на реж. Марко Ризи (2009): песен Ogni volta
- La nostra vita (2010) на реж. Даниеле Лукети: песен Anima fragile
- Romanzo criminale – la serie (2008) (първи сезон) на реж. Стефано Солима: песен Albachiara
- Romanzo criminale – la serie (2010) (втори сезон) на реж. Стефано Солима: песен Liberi... liberi
- Questa storia qua (2011) на реж. Алесандро Парис и Сибил Ригети: биографично-музикален документален филм за Васко Роси.
- La solita commedia – Inferno (2015) на реж. Фабрицио Биджо и Франческо Мандели: песен Vivere; цитиран е Васко Роси, смятан за съвремен поет, който в бъдеще ще бъде изучаван като Данте
- Don Matteo (10-и сезон) (2016) на реж. Ян Микелини: в последната сцена на последния епизод Nei secoli fedele, излъчен на 14 април 2016, Дон Матео цитира фраза от песента на Васко Sally: "La vita è tutto un equilibrio sopra la follia" („Животът е целият да пазиш равновесие върху лудостта“)
- Fortunata (2017) на реж. Серджо Кастелито: песен Vivere.